# Ona Carbonell
Ona Carbonell Ballestero (Barcelona, 5 de junho de 1990) é uma nadadora sincronizada espanhola, medalhista olímpica. Foi eleita uma das "100 mulheres mais inspiradoras e influentes do mundo em 2022" pela BBC.

## Carreira
Carbonell representou seu país nos Jogos Olímpicos de 2012. Em Londres ganhou a medalha de prata no dueto com a parceria de Andrea Fuentes, e foi bronze por equipes.
Na Rio 2016, terminou na quinta posição no dueto com Gemma Mengual.
Foi eleita uma das "100 mulheres mais inspiradoras e influentes do mundo em 2022" pela BBC.
| “                    | atleta de elite com três Olimpíadas no currículo e mais de 30 medalhas – sendo uma de bronze e uma de prata, ambas olímpicas - se tornou uma voz importante para naturalizar a visão da maternidade no mundo do esporte. | ” |
| — BBC 100 Women 2022 | |   |